# ふしぎ星の☆ふたご姫
『ふしぎ星の☆ふたご姫』（ふしぎぼしの ふたごひめ、「☆」は発音しない）は、日本のアニメ作品。およびそれを原作とした阿南まゆきによる同名の漫画作品。双子のプリンセスの成長と冒険を描いた物語である。

## 概要
テレビ東京系列で2005年4月2日から2006年3月25日まで放送された。放送時間は土曜 10:00 - 10:30、BSジャパンは火曜 18:55 - 19:25、AT-Xでの初回放送は火曜 10:00 - 10:30（再放送は月曜 19:30 - 20:00）。2007年にはバンダイチャンネルキッズで二週間に一回、4話ずつ無料配信された。
また、小学館の学年誌や少女漫画雑誌「ちゃお」（2006年2月号まで、画・阿南まゆき）などに連載されるなどメディアミックス展開もされた。
バースデイ初のオリジナルアニメ企画として製作された。そのため公式Webサイト（オリジナル）の著作権表示は「（C）2003.'07 BIRTHDAY」となっている。
玩具及びキャラクター衣料はバンダイから発売されたが、当時の同社においては朝日放送・テレビ朝日系列で同時期に放送されていた『ふたりはプリキュアMaxHeart』を女児向けアニメ系玩具や衣料の主力商品としていたため、小規模店では販売していないケースが多々あった。また、文具メーカーのスポンサーが続編の『ふしぎ星の☆ふたご姫 Gyu!』も含めて付かず、日本国内では文具商品は発売されなかった。

## あらすじ
広い宇宙をただよう金平糖型の小さな空洞惑星「ふしぎ星」は、中心に人工太陽をもち、その内側に（ペルシダー、もしくはダイソン球のように）7つの国がある。ところが、ある日突然人工太陽の光（作品では「おひさまのめぐみ」という）が衰え、ふしぎ星に異変が起こる。その光を取り戻すため、太陽光を管理する「おひさまの国」の、ふたごの半人前プリンセス、ファインとレインが使命を受けて奔走する。

## コミック版について
1. 2005年11月29日初版発行 ISBN 4-09-130269-6
2. 2006年3月1日初版発行 ISBN 4-09-130303-X

コミック版の『ふしぎ星の☆ふたご姫 〜ラブリーキングダム〜』は、アニメと並行する形で、「ちゃお」に連載されていた。設定やあらすじは基本的にアニメと同じであるが、相違点もいくつかある。
主な相違点
- 主な登場人物はファイン、レイン、プーモ、エクリプス、ブライトに絞られていて、それ以外の王族はゲストキャラクターとしての登場、もしくは一切登場しない。
- アニメ版では、ファインはエクリプス（シェイド）と接した時に起こる心身の変化（心臓の高鳴りや胸の痛み）を、恋心とそれから来る嫉妬心であることを理解していなかったが、コミック版ではエクリプスが好きであるとはっきり自覚している。
- レインには、アニメ版には無い「キレると訳が分からなくなって、秘めた身体能力を使って無茶なことをする」という設定が付いている。
- サニールーチェをサニーチャージする描写が無い。
- コミック版では、エクリプスは「シェイド」という本名を明かさない。そして好意を持っているレインに対してはかなり積極的。
- ミルロはアニメ版では大人しい性格だが、コミック版はほとんど正反対になっている。すなわち、非常に高飛車で意地の悪い「主人公のライバル」的存在として描かれている。これが一番大きな相違点と言える。
- コミック版では、ミルロも「しずくの杖」で魔法が使える。
- コミック版では、アニメ版では語られていなかったプリンセスパーティの発案がミルロによるものと語られている。
- アニメ版では、ベストスポーツプリンセスを決めるプリンセスパーティにおいて、運動が苦手であることが明らかになるのはミルロだったが、コミック版では運動が苦手なのはミルロではなくリオーネである。
- リオーネには、アニメ版には無い「1つの物事に集中すると、周囲の状況が見えなくなり、周囲の声も聞こえなくなる」という設定が付いている。
- 作者の画風によるものであるが、基本的にキャラクターの頭身・外見年齢が高め。

学年誌の「小学一年生」にもコミカライズ版が掲載されていた。こちらは山辺麻由が絵を担当。

## アイテム
サニールーチェ
変身用のブローチ。蓋を開けて中のプレートを指で回し、以下の呪文を唱える。
- 「ファンファン ファイン（声ファイン）、ランラン レイン（声レイン）、プロミネンス ドレスアップ」。

「おひさまの恵（めぐみ）」の力で動いており、力を使い切ると「サニーチャージ」する必要がある。ただし、物語後半では、二人のプリンセスレベルアップに先立って十分な量のプロミンが蓄えられたため、チャージの必要がなくなる。クリスタルフォーチュレットの登場後はこの呪文は用いられない。
ロイヤルサニーロッド
「プロミネンスの力」が宿る杖。使う時は先端のチューリップ形の花が開く。プロミネンスは2人用と1人用の2種類がある。通常は2人用を使い物事を解決していく。
プロミネンス
ファインとレインが同時に「トゥイン トゥインクル ブルーミッシュ ○○○」（○○はかなえたい事柄）の呪文を唱えて使用する。フォーチュンプリンセスになると「トゥインクル フォーチュン ブルーミッシュ ○○○」、エターナルソーラープリンセスになると「トゥインクル エターナル ソーラー ブルーミッシュ ○○○」と、パワーアップするにしたがって呪文も変化する。それぞれ強力な力を持つが、命あるものを生み出すという事と自分のために使用してはいけないことになっている。また、おひさまの恵みが弱まっていることを他人に話すと、力を使う権利を失う。
ひとりプロミネンス
「トゥインクル ブルーミッシュ ○○○」（○○はかなえたい事柄）の呪文を唱えて使用する。一人で、かつ自由に使えるが力は限られる。作品中では、「かくれんぼしましょ」（自分の姿が透明になる）、「だるまさんがころんだ」（対象の動きを止める）を出している。
その他、コミック版では「小さくなあれ」（対象を小さくする）を練習する場面が登場したが、成功にはいたっていない（失敗して自分達が小さくなった）。さらに、アニメ版第35話でブライトが「うしろの正面だあれ」（対象を吹き飛ばす）を使っており、呪文からひとりプロミネンスの一種と考えられるが、ふたご姫は未使用。
星の小瓶
二人の修行の進み具合を示すもの。冒険から帰還するたびにプーモが「プリンセスレベル」をチェックする。よい行いをすると星の砂（プロミン）が増え、またよくない行いだと減る。後半ではクリスタルフォーチュレットに変形する。
デコールメーカー
おひさまの国に伝わるデコールを作る道具。蓋から木の実などを入れハンドルを回すとデコールになる。使う者のプリンセスレベルが高いと美しいデコールができる。
はねのミューグラム
月の国の秘宝の一つ。ファインとレインが月の国の問題を解決し、二人がこの星の救い人となるという神託を受けた女王ムーンマリアより譲られた。相手に向けてボタンを押すことで、意志に関係なく踊らせてしまうことができる。また、隠しモードがあるが、正確な発動条件は不明。
クリスタルフォーチュレット
星の小瓶に充分なプロミンを充填して変化したアイテム。このアイテムを使って占いをすることもでき、使用する場合は、片方どちらかのサニールーチェで、「でてきて、フォーチュレット」の言葉で出現し、占いは、ふたご姫がお互いに手をかざし、かなえたい事や疑問のことを言うだけでよい。すると中央の吊るしてあるダイヤが1 - 6の数字（それ以外が表示されることもあり）を指し、答え又はヒントを出す。
また、28話以降ではふたご姫の変身に使われ、変身の際は、2人同時にサニールーチェを開け、「ルーチェルルン フォーチュレット」の言葉で出現する。フォーチュンプリンセスでは、フォーチュレットに、1人ずつ交互に2回手をかざし、「プロミネンス フォーチュン プリティアップ」で変身する。エターナルソーラープリンセスでは、フォーチュレットに2人交互に3回手をかざして、最後に同時に手をかざし、「プロミネンス エターナル ミラクルチェンジ」で変身し、変身直後は従来のドレスだが、2人が交互に歩いていくと同時に白と金色のドレスに変化する。
グレイス・ストーン
ふしぎ星に古くから伝わるプリンセスグレイスゆかりの宝。小粒状の石で、全部で7個ある。各国に重宝として保管してあるが、保存方法はさまざま。持ち歩く際は、専用のコンパクトに収めておく。
ブラッククリスタルに対抗する力も持っているが、グレイス・ストーンが1個でも不足すると、その足りない力を外部から取り入れようとするため、全部揃えずに使おうとすると危険である。1個だけ不足している状態だと、意図とは関係なく力が発動することがあるため、特に注意が必要。

## ダンス
この作品を盛り上げる要素として、随所にふたご姫のダンスを使用している。
イヤイヤダンス
嫌なことがあったときに披露している。特に使用頻度の高い定番ダンス。一度リオーネやキャメロット、アルテッサ、ブライトも踊ったことがある。
なぜなぜダンス
分からないときに使われる。
プンプンダンス
怒ったときに使われる。
こまったダンス
困ったときに使われる。最後に両腕を上げるのは「お手上げ」の意味だと思われる。
ありがとうダンス
感謝するときに使われる。
がんばろうダンス
自分たちや、自分たちに協力してくれる人たちを励ます時に使われる。
元気だして（元気出して）ダンス
元気の無い人を励ます時に使われる。ブライトが各地で悪事を働くようになってから、使われる頻度が上がった。
- ダンス名の表記は、CDBでは「元気だしてダンス」、CDB2では「元気出してダンス」。

みんな仲良く友達ダンス
『ふしぎ星の☆ふたご姫Gyu!』で使われたダンス。「学園仲良し計画」を立てる為にふたご姫が踊ったダンス。
他多数のバリエーションがある。なお、ダンスのパターンは作画担当が決めている。

## プリンセスレベル
- しょぼっとプリンセス
- チカチカプリンセス
- キラキラプリンセス
- フォーチュンプリンセス
- エターナルソーラープリンセス

## プリンセスパーティ
| 回数 | 話数 | 場所           | 分野         | 優勝者                       |
| ---- | ---- | -------------- | ------------ | ---------------------------- |
| 1    | 1    | おひさまの国   | ダンス       | リオーネ                     |
| 2    | 5    | メラメラの国   | アクセサリー | タネタネの国のプリンセス11人 |
| 3    | 10   | 宝石の国       | 料理         | ミルキー                     |
| 4    | 17   | タネタネの国   | スポーツ     | ミルロ                       |
| 5    | 25   | 月の国         | 生け花       | ソフィー                     |
| 6    | 36   | しずくの国     | 芸術         | なし                         |
| 7    | 45   | かざぐるまの国 | ダンス       | アルテッサ                   |

## スタッフ[1]
- 原案 - バースデイ
- 連載 - 小学館
- 総監督 - 佐藤順一
- 監督 - 河本昇悟
- シリーズ構成 - 中瀬理香
- キャラクターデザイン - 数井浩子、小林明美、プレックス（一部デザイン）
- メカニックデザイン - 宮尾佳和、プレックス
- アイテムデザイン - 若山政志、プレックス
- 総作画監督 - 小林明美、丹羽恭利、西位輝実（第1話 - 第28話）
- 美術監督 - 大橋由佳
- 色彩設定 - 川上善美
- 撮影監督 - 櫻田知之
- 編集 - 西山茂
- 音楽 - 中川幸太郎
- 音響監督 - 本山哲
- プロデューサー - 森村祥子、高橋知子
- アニメーション制作 - ハルフィルムメーカー
- 製作 - テレビ東京、NAS

## 主題歌

### オープニングテーマ
「プリンセスはあきらめない」
作詞 - 森林檎 / 作曲 - 本田洋一郎 / 編曲 - 佐藤泰将 / 歌 - FLIP-FLAP
- オープニング曲を担当したFLIP-FLAPも双子デュオである。

### エンディングテーマ
「おしゃれファンタジー」（第1話（2005年4月2日）- 第28話（2005年10月8日））
作詞 - kenko-p / 作曲・編曲 - 高野康弘 / 歌 - ファイン★レイン（小島めぐみ & 後藤邑子）
「パタタタ・ルン♪」（第29話（2005年10月15日）- 第51話（2006年3月25日））
作詞 - 森林檎 / 作曲 - 後藤冬樹 / 編曲 - 中川幸太郎 / 歌 - ファイン★レイン（小島めぐみ & 後藤邑子）

### 挿入歌
「パラダイス・プリンセス」
作詞 - 森林檎 / 作曲 - 水谷広実 / 編曲 - 佐藤泰将 / 歌 - ファイン★レイン（小島めぐみ & 後藤邑子）
「らぶ☆らぶ★まじっく」
作詞・作曲・編曲 - 木村真也 / 歌 - FLIP-FLAP

## 各話リスト
| 話数 | サブタイトル                                    | 脚本       | コンテ            | 演出         | 作画監督            | 放送日        |
| ---- | ----------------------------------------------- | ---------- | ----------------- | ------------ | ------------------- | ------------- |
| 1    | とびきりスマイル☆ふたごのプリンセス             | 中瀬理香   | 佐藤順一          | 河本昇悟     | 丹羽恭利            | 2005年 4月2日 |
| 2    | メラメラの国☆はらぺこでプロミネンス             | 中瀬理香   | 佐藤順一          | 奥野耕太     | 佐藤寿子            | 4月9日        |
| 3    | ドラゴン退治☆そんなのむりむり?                  | まさきひろ | 河本昇悟          | 松本マサユキ | 塩川貴史            | 4月16日       |
| 4    | すてきなデコール☆がんばっちゃおう               | 福嶋幸典   | 玉川達文          | 玉川達文     | 西位輝実            | 4月23日       |
| 5    | 今度は優勝☆プリンセスパーティ                   | 高橋ナツコ | 井硲清高          | 井硲清高     | 江上夏樹 西部師経   | 4月30日       |
| 6    | 占いで知りたい☆エクリプスの秘密                 | 中瀬理香   | 小野勝巳          | 小野勝巳     | 石橋有希子          | 5月7日        |
| 7    | お城に帰れな〜い!☆ここほれラビラビ              | 土屋理敬   | 奥野耕太          | 奥野耕太     | 佐藤寿子            | 5月14日       |
| 8    | ゴージャスが決め手☆デコールの戦い               | 高橋ナツコ | 河本昇悟          | 筑紫大介     | 塩川貴史            | 5月21日       |
| 9    | 宝石の国☆おもちゃの町においでよ                 | 福嶋幸典   | 玉川達文          | 玉川達文     | 牧内ももこ          | 5月28日       |
| 10   | お菓子を作ろう☆プリンセスパーティ               | まさきひろ | 佐藤順一          | 奥野耕太     | 西位輝実            | 6月4日        |
| 11   | マジ修行☆もっとすてきにプリンセス               | 土屋理敬   | 井硲清高          | 上田繁       | 吉田伊久雄 村上直樹 | 6月11日       |
| 12   | タネタネの国☆ちっちゃいって大変                 | 福嶋幸典   | 小野勝巳          | 小野勝巳     | 丹羽恭利            | 6月18日       |
| 13   | こわ〜い森☆ちょっぴりドキドキの体験             | 中瀬理香   | 玉川達文          | 玉川達文     | 石橋有希子 野口孝行 | 6月25日       |
| 14   | プーモの修行☆ケンカしちゃったふたご             | まさきひろ | 河本昇悟          | 筑紫大介     | 佐藤寿子            | 7月2日        |
| 15   | 月の国☆謎の招待状                               | 高橋ナツコ | 奥野耕太          | 奥野耕太     | 丹羽恭利 上田幸一郎 | 7月9日        |
| 16   | ミルキー大ピンチ☆エクリプスの正体               | 中瀬理香   | 河本昇悟 佐藤順一 | 室谷靖       | 西位輝実            | 7月16日       |
| 17   | 燃えろスポーツ!☆プリンセスパーティ              | 土屋理敬   | 宮下新平          | 小野勝巳     | 牧内ももこ          | 7月23日       |
| 18   | かざぐるまの国VS宝石の国☆気球でバトル           | 福嶋幸典   | 筑紫大介          | 筑紫大介     | 佐藤寿子            | 7月30日       |
| 19   | しずくの国☆ミルロ結婚か?                        | まさきひろ | 玉川達文          | 玉川達文     | 石橋有希子 野口孝行 | 8月6日        |
| 20   | 海の流れ星☆誰も知らないもうひとつの国           | 高橋ナツコ | 奥野耕太          | 奥野耕太     | 西位輝実            | 8月13日       |
| 21   | おばけやしき☆絶叫プロミネンス                   | 土屋理敬   | 向中野義雄        | 向中野義雄   | 近藤優次            | 8月20日       |
| 22   | 生意気アルテッサ☆ピンチでいやいや〜ん           | 中瀬理香   | 室谷靖            | 室谷靖       | 丹羽恭利            | 8月27日       |
| 23   | 運命の種☆なかよしプリンセス!?                   | 福嶋幸典   | 筑紫大介          | 筑紫大介     | 上田幸一郎          | 9月3日        |
| 24   | かざぐるまの国☆ルーチェとっちゃだめだめ〜ん     | まさきひろ | 宮下新平          | 藤本義孝     | 佐藤寿子            | 9月10日       |
| 25   | いなごでびっくり☆プリンセスパーティ             | 吉村清子   | 奥野耕太          | 奥野耕太     | 相澤昌弘            | 9月17日       |
| 26   | 大変大変☆プロミネンスできな〜い                 | 福嶋幸典   | 玉川達文          | 玉川達文     | 石橋有希子 野口孝行 | 9月24日       |
| 27   | 黒いプーモ☆フォーチュンプリンセス               | 中瀬理香   | 河本昇悟          | 室谷靖       | 細居美恵子          | 10月1日       |
| 28   | ついにフォーチュン☆これってすごいかも           | まさきひろ | 佐藤順一          | 筑紫大介     | 丹羽恭利            | 10月8日       |
| 29   | 元気を出して☆アルテッサ                         | 中瀬理香   | 河本昇悟          | 福田貴之     | 上田幸一郎          | 10月15日      |
| 30   | しずくの国☆ニセふたご姫!?                       | 土屋理敬   | 奥野耕太          | 奥野耕太     | 若山政志            | 10月22日      |
| 31   | 宝の地図☆掘って掘って掘りまくれ                 | 高橋ナツコ | 数井浩子          | 則座誠       | 相澤昌弘 木野下澄江 | 10月29日      |
| 32   | がんばれティオ☆メラメラサンバ祭り               | 吉村清子   | 玉川達文          | 玉川達文     | 原田大基            | 11月5日       |
| 33   | ブモブモブウモ☆プモプモプーモ                   | 福嶋幸典   | 筑紫大介          | 筑紫大介     | 石橋有希子          | 11月12日      |
| 34   | 輝け!虹の泉☆ミルロの願い                        | まさきひろ | 小野勝巳          | 小野勝巳     | 細居美恵子          | 11月19日      |
| 35   | 危機一髪☆プリンセスサミット                     | 土屋理敬   | 奥野耕太          | 奥野耕太     | 上田幸一郎          | 11月26日      |
| 36   | ダークなブライト☆嵐のプリンセスパーティ         | 吉村清子   | 河本昇悟          | 福田貴之     | 丹羽恭利            | 12月3日       |
| 37   | 7つの宝を探せ☆グレイス・ストーンの秘密          | 中瀬理香   | 小野勝巳          | 長尾粛       | 森川均 金子匡邦     | 12月10日      |
| 38   | 風の谷の秘密☆ソフィーの宝物                     | 福嶋幸典   | 紅優              | 奥野耕太     | 山本正文 南伸一郎   | 12月17日      |
| 39   | パールちゃんの祈り☆クリスマスの奇跡             | 高橋ナツコ | 青木佐恵子        | 筑紫大介     | 若山政志            | 12月24日      |
| 40   | 初笑い☆メラメラ演芸会                           | 土屋理敬   | 佐山聖子          | 則座誠       | 細居美恵子          | 2006年 1月7日 |
| 41   | 爆裂ベイビー☆子育て日記                         | まさきひろ | 玉川達文          | 玉川達文     | 原田大基            | 1月14日       |
| 42   | ゲットだ満月草☆ムーンマリアを救え!              | 吉村清子   | 福田貴之          | 福田貴之     | 上田幸一郎          | 1月21日       |
| 43   | ミラクルサーカス☆とべ!ナッチ                    | 福嶋幸典   | 奥野耕太          | 奥野耕太     | 阿部恵美子          | 1月28日       |
| 44   | めざせ優勝☆シャル・ウィ・ダンス?                | 土屋理敬   | 紅優              | 成川武千嘉   | 柳瀬譲二            | 2月4日        |
| 45   | 最後のパーティ☆勝利は誰の手に!?                 | 中瀬理香   | 小野勝巳          | 小野勝巳     | 木野下澄江          | 2月11日       |
| 46   | 行く?行かない?☆ブライトからの招待状             | 吉村清子   | 佐山聖子          | 水本葉月     | 南伸一郎 山本正文   | 2月18日       |
| 47   | 逆転☆闇のプリンス                               | まさきひろ | 筑紫大介          | 筑紫大介     | 細居美恵子          | 2月25日       |
| 48   | 最後の宝☆恋するブウモ!?                         | 土屋理敬   | 青木佐恵子        | 奥野耕太     | 若山政志            | 3月4日        |
| 49   | みんなの心☆届け、ブライトに!                    | 福嶋幸典   | 小野勝巳          | 成川武千嘉   | 柳瀬譲二            | 3月11日       |
| 50   | 大暴走!☆ブラッククリスタル                      | 吉村清子   | 河本昇悟          | 小野勝巳     | 上田幸一郎          | 3月18日       |
| 51   | ファイナルプロミネンス☆プリンセスはあきらめない | 吉村清子   | 河本昇悟          | 奥野耕太     | 丹羽恭利            | 3月25日       |

## 放送局

### 日本国内での放送
| 放送期間（または、放送体制） | 放送時間           | 放送局                                                 | 対象地域 | 備考                    |
| ---------------------------- | ------------------ | ------------------------------------------------------ | -------- | ----------------------- |
| 2005年4月2日 - 2006年3月25日 | 土曜 10:00 - 10:30 | テレビ東京（製作局）を含めた テレビ東京系列地上波全6局 | 日本国内 |                         |
| 2005年4月5日 - 2006年3月28日 | 火曜 18:55 - 19:25 | BSジャパン                                             | 日本全域 | BSデジタル放送          |
| 遅れネット                   | 火曜 10:00 - 10:30 | AT-X                                                   | 日本全域 | CS放送 リピート放送あり |

日本国外では韓国のTooniverse、台湾の東森幼幼台、イタリアのItalia 1などで放送された。

## DVD
DVDはバンダイビジュアルより、2005年9月23日から2006年9月22日にかけて発売された。
| 巻数   | 発売日         | 収録話          |
| ------ | -------------- | --------------- |
| VOL.1  | 2005年9月23日  | 第1話 - 第4話   |
| VOL.2  | 2005年10月28日 | 第5話 - 第8話   |
| VOL.3  | 2005年11月25日 | 第9話 - 第12話  |
| VOL.4  | 2005年12月23日 | 第13話 - 第16話 |
| VOL.5  | 2006年1月27日  | 第17話 - 第20話 |
| VOL.6  | 2006年2月24日  | 第21話 - 第24話 |
| VOL.7  | 2006年3月24日  | 第25話 - 第28話 |
| VOL.8  | 2006年4月26日  | 第29話 - 第32話 |
| VOL.9  | 2006年5月26日  | 第33話 - 第36話 |
| VOL.10 | 2006年6月23日  | 第37話 - 第40話 |
| VOL.11 | 2006年7月28日  | 第41話 - 第44話 |
| VOL.12 | 2006年8月25日  | 第45話 - 第48話 |
| VOL.13 | 2006年9月22日  | 第49話 - 第51話 |

## Blu-rayBOX
2021年にフロンティアワークスより発売された。

## 関連書籍
- アニメ超ひゃっか ふしぎ星の☆ふたご姫 ひみつじてん（2005年 小学館 ISBN 4-09-750614-5）
- ふしぎ星の☆ふたご姫 キャラクターディテールブック（2005年 ジャイブ ISBN 4-86176-246-4）
- ふしぎ星の☆ふたご姫 キャラクターディテールブック2（2006年 ジャイブ ISBN 4-86176-340-1）